# Barefoot running

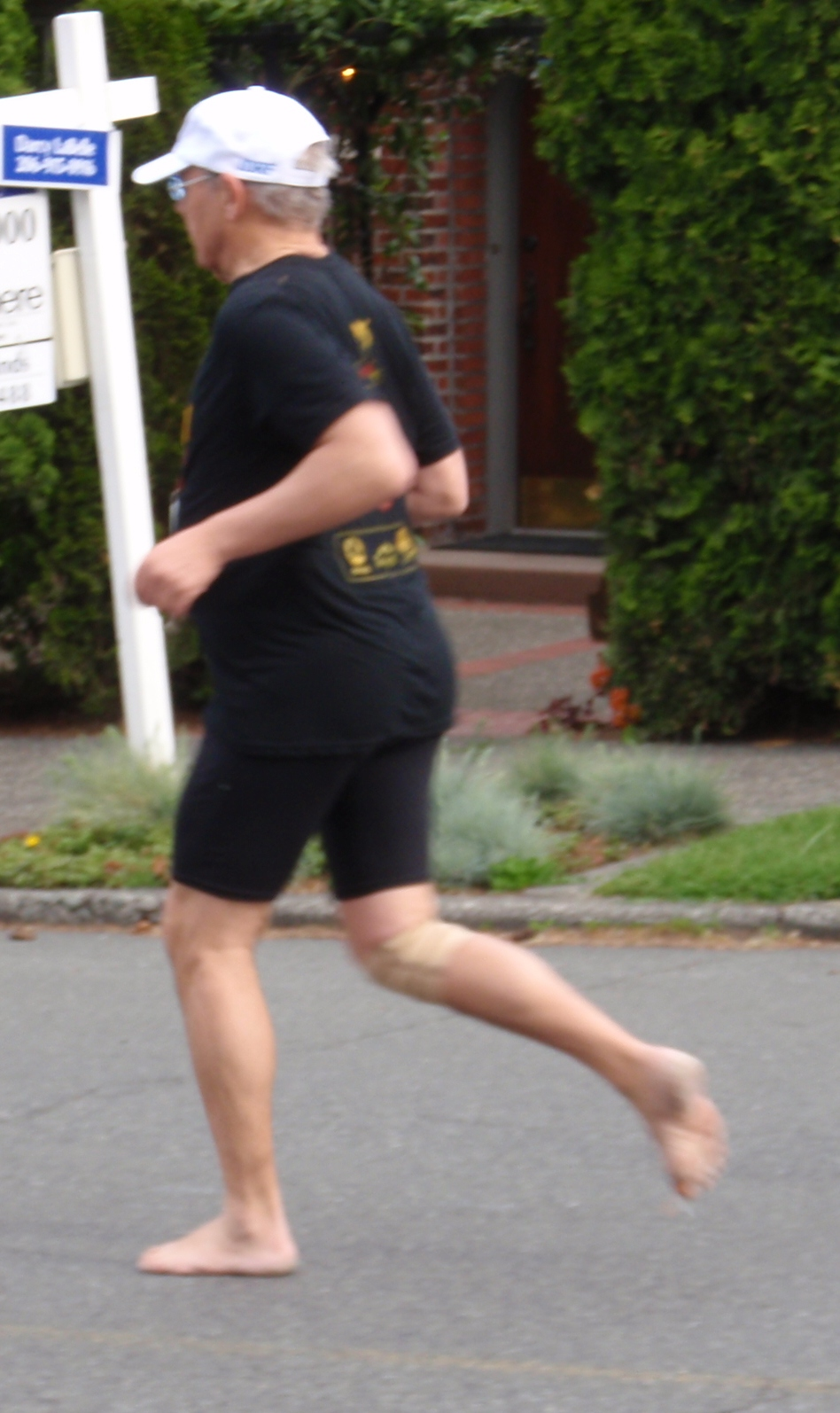
Un barefoot runner sull'asfalto.

Il barefoot running è l'atto di correre senza scarpe. Nella storia dell'uomo antecedente all'invenzione della scarpa, correre scalzi è stato l'unico modo di correre, e alcuni popoli, come i Tarahumara nel nord del Messico, proseguono con questa usanza. Il barefoot running ritornò popolare nella seconda metà del ventesimo secolo, sulla scia di atleti olimpici come Abebe Bikila, Bruce Tulloh e Zola Budd.
La ricerca scientifica non ha ancora emesso un chiaro verdetto riguardo ai rischi e ai benefici del correre scalzi. Mentre le scarpe forniscono protezione da eventuali tagli e abrasioni al piede (oltre a garantirne l'isolamento termico), alcuni articoli di recente pubblicazione sostengono che la corsa a piedi nudi ridurrebbe il rischio di infortuni (in particolare le repetitive strain injuries) dovuti all'impatto del tallone sul terreno che si verifica nella corsa con scarpe convenzionali.
Uno stile di corsa che concilierebbe i vantaggi apportati dal correre a piedi scalzi con la protezione data dalle scarpe è rappresentato dall'uso di calzature minimaliste, dotate di suola sottile, senza rialzo al tallone e particolarmente flessibili. Nell'ambito delle calzature minimaliste figurano anche gli huaraches, sandali tradizionalmente usati dal popolo dei tarahumara per le proprie lunghe corse.

## Ripercussioni sulla salute
A partire dalla seconda metà del ventesimo secolo, si è sollevato un grande interesse medico e scientifico riguardo ai potenziali benefici o danni dovuti alla pratica del correre scalzi. In particolare negli anni settanta si assistette a un rinnovato interesse per il jogging nei paesi occidentali, e furono quindi introdotte le moderne scarpe da jogging.
Da allora, le scarpe da jogging sono state spesso indicate come una causa dell'aumentata incidenza di infortuni legati alla pratica sportiva della corsa.

## Calzature minimaliste

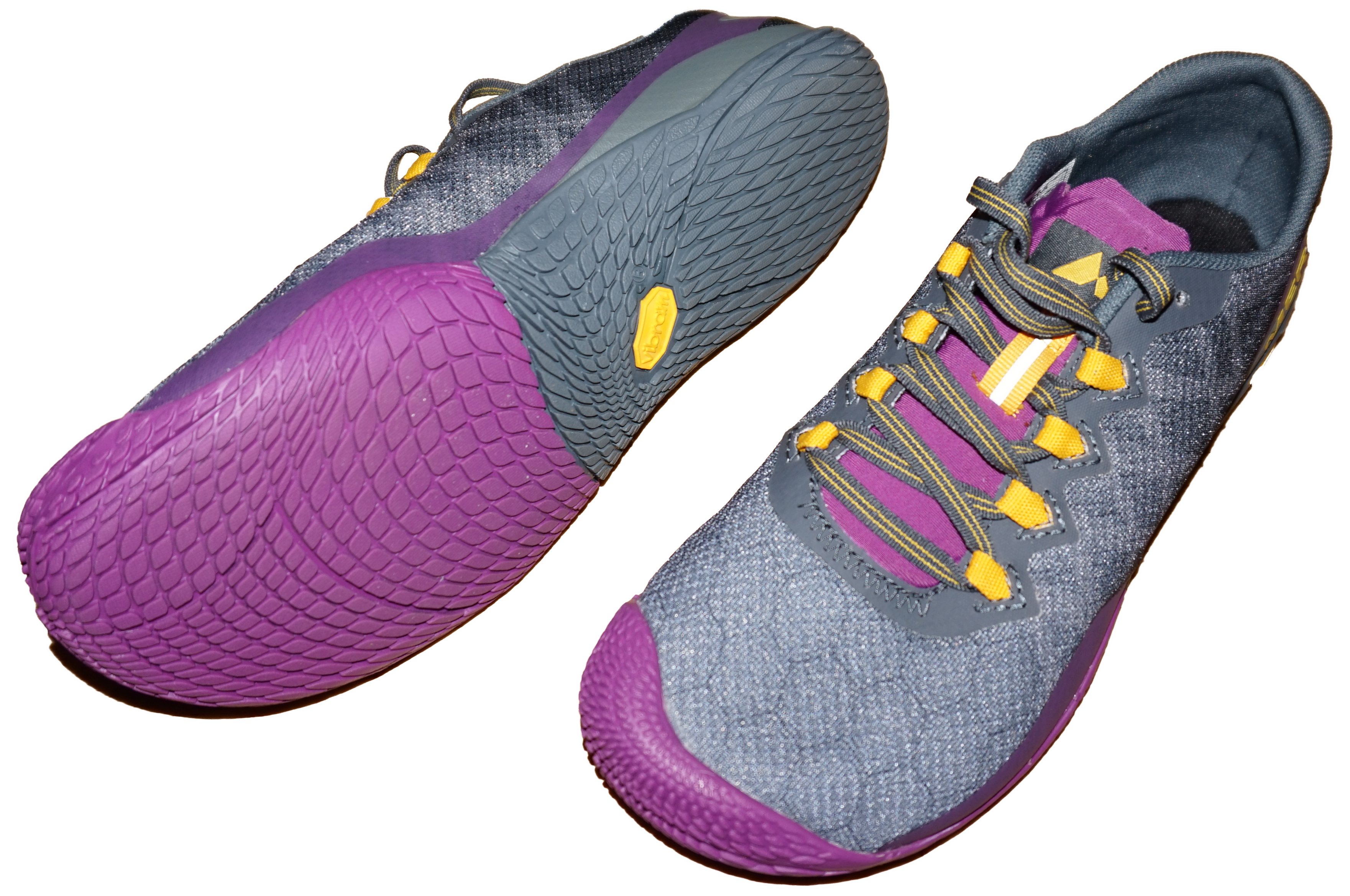
Calzature minimaliste.

Per calzatura minimalista si intende una scarpa dotata di minima ammortizzazione e ridotto spessore della suola, tipicamente intorno al centimetro, ed anche di ridotto o nullo rialzo al tallone. Una scarpa minimalista nota è il sandalo piatto in pelle o gomma ed allacciato efficacemente alla caviglia, il quale corrisponde alle calzature di molte culture antiche. Le scarpe minimaliste moderne si avvalgono di suole di materiale Hi-Tech come il Vibram® e di tomaie traspiranti sintetiche.
Questa scarpa protegge il piede dal contatto diretto con il suolo ma non dovrebbe alterare la dinamica naturale del piede, considerata la migliore possibile, cosa che invece farebbero le scarpe più tradizionali, ammortizzate e dotate di rialzi importanti, oltre i due centimetri, e di correzioni per la pronazione e la supinazione. Secondo i fautori del barefoot running, la calzatura ammortizzata introdurrebbe errori nell'appoggio del piede in corsa e quindi un aumento del rischio di stress ed infortuni.
È opinione diffusa che il passaggio ad una scarpa minimalista debba sempre avvenire molto gradualmente, anche in atleti allenati, per riabilitare il piede a compiere movimenti e sforzi fisiologici ma non più usuali, pena l'insorgere di infortuni. Le calzature minimaliste vengono attualmente prodotte da manifatture specializzate e, a causa del crescente interesse riguardo a questa filosofia, anche le grandi industrie tradizionali stanno studiando questa nuova tipologia di scarpa.